# جورج هاميلتون (ممثل)
جورج هاميلتون  (بالإنجليزية: George Hamilton)‏ مواليد 12 أغسطس 1939 في ممفيس، تينيسي، الولايات المتحدة، هو ممثل أمريكي بدأ مسيرته الفنية عام 1952. كما أنه من الفائزين بجائزة غولدن غلوب.

## الأعمال

### أفلام
- الجزء الثالث
- جورج
- ملكة جمال الولايات المتحدة
- رقص النجوم
- جوي

## روابط خارجية
- جورج هاميلتون على موقع IMDb (الإنجليزية)
- جورج هاميلتون على موقع روتن توميتوز (الإنجليزية)
- جورج هاميلتون على موقع مونزينجر (الألمانية)
- جورج هاميلتون على موقع ألو سيني (الفرنسية)
- جورج هاميلتون على موقع ميوزك برينز (الإنجليزية)
- جورج هاميلتون على موقع تيرنر كلاسيك موفيز (الإنجليزية)
- جورج هاميلتون على موقع أول موفي (الإنجليزية)
- جورج هاميلتون على موقع قاعدة بيانات برودواي على الإنترنت (الإنجليزية)
- جورج هاميلتون على موقع قاعدة بيانات الأفلام السويدية (السويدية)
- جورج هاميلتون على موقع إن إن دي بي (الإنجليزية)